# Zelotomys
Zelotomys és un gènere de rosegadors de la família dels múrids. Les úniques dues espècies que en formen part viuen a l'Àfrica.

## Distribució i hàbitat
Les dues espècies d'aquest gènere viuen des de Sud-àfrica al sud fins a Kenya i Uganda al nord-est, amb algun nucli de població aïllat a la República Centreafricana. El seu hàbitat són les sabanes.

## Descripció
Són rosegadors de mida mitjana, amb un pes que oscil·la entre els 45 i 60 grams, i una longitud del cap i del cos d'entre 11 i 13 centímetres. La cua, completament nua i blanca, és entre 15 i un 30% més curta que la resta del cos.

## Ecologia
Es tracta d'animals terrestres i nocturns, que ocasionalment poden grimpar pels arbres. Són solitaris i tenen una dieta omnívora. Es reprodueixen durant tot l'any, donant a llum entre 2 i 11 cries.